# Casa-studio Savioli
La Casa-studio Savioli si trova in via delle Romite 12/A, zona Galluzzo, a Firenze.

## Storia
Nel 1949 l'architetto Leonardo Savioli individuò l'area per la propria casa studio in un piccolo lotto immerso tra gli ulivi dal quale si ha una suggestiva immagine del complesso della certosa del Galluzzo. Il progetto della casa nacque assieme e in sintonia con il luogo e l'ambiente: i lavori, eseguiti da una piccola impresa locale, furono avviati nell'autunno del 1950 (l'approvazione del progetto è del 13 settembre 1950) e conclusi nel 1952, anno in cui i coniugi Savioli vi si trasferiscono. Agli esordi degli anni Sessanta l'attività professionale dell'architetto rese necessaria la costruzione di uno studio distinto dall'abitazione: il nuovo progetto ottenne il nulla-osta della soprintendenza il 22 gennaio 1964 e i lavori, eseguiti dalla ditta Gori Ferrero, furono avviati nel 1968 e conclusi nel 1970.
Dopo la morte di Savioli (1982) la vedova Flora Wiechmann Savioli ha continuato a vivere nella proprietà, aprendola a studiosi. Nel 2008 ha deciso di donare lo studio alla Regione Toscana, che provvederà al restauro e alla valorizzazione dell'immobile, e alla catalogazione della biblioteca.

## Inquadramento urbanistico
Il complesso è situato in un'area collinare di notevole valore paesaggistico e è parte integrante di un sistema di case coloniche e terrazzamenti coltivati ad ulivi che traguarda il complesso monumentale della certosa del Galluzzo, principale punto di riferimento visivo di questa porzione di territorio. Il lotto su cui sono situate le due unità della casa e dello studio è di modeste dimensioni e è delimitato a est da via delle Romite (suggestiva e sinuosa via extraurbana racchiusa tra muri di cinta) e a monte e a valle dagli spazi verdi della case limitrofe. La pendenza dell'area ha naturalmente suggerito a Savioli l'organizzazione del giardino su tre livelli: quello a monte è caratterizzato, sul retro della casa, dalla verde barriera dei bambù e sul fronte da un semplice manto erboso, in parte copertura dello studio sottostante; quello centrale da un lineare percorso in cotto che conduce all'ingresso dello studio, segnato da una cisterna - vasca d'acqua circolare e infine, quello a valle, da un vialetto delimitato da una siepe e da pini che sul fondo si raccorda ai due soprastanti. La copertura dello studio è stata inoltre in parte utilizzata come belvedere, dotato di panche, sulla splendida vallata.

## Architettura
Il complesso è caratterizzato da due unità - la casa e lo studio di architettura - diverse per caratteri stilistici e materiali ma uguali per planimetria e configurazione volumetrica.

### La casa
La casa presenta una pianta rettangolare e una volumetria compatta - su due livelli ed a doppio volume - caratterizzata in facciata da una partitura intonacata e rigorosamente simmetrica e animata dal disassamento delle aperture: al piano terra la porta finestra tripartita è in posizione centrale mentre al piano superiore le due finestre rettangolari stanno ai lati; i due fianchi sono invece connotati dall'orditura lapidea a filaretto ma mentre quello verso ovest è completamente cieco, in quello orientale sono ritagliati la porta d'ingresso ed una luce-feritoia; il retro è infine aperto sul piccolo giardino tramite un'ampia finestra centrale (in asse con quella della facciata e con questa creante un suggestivo gioco di trasparenze) e due aperture ai lati.
Per quanto concerne l'interno, questo è dominato dallo spazio centrale del soggiorno-studio, intorno al quale si distribuiscono la piccola cucina e gli angoli, separati semplicemente da mobili, del soggiorno, del salotto e dello studio di pittura: per quest'ultimo è stato creato un collegamento visivo e funzionale con il livello del doppio volume, concepito verso il soggiorno come un passaggio ligneo per l'esposizione e la visione da basso dei quadri. Una semplice scala in legno senza corrimano (addossata alla parete lapidea) conduce al piano superiore dove sono situati il bagno e la camera, ambedue con ampie finestre sulla Certosa.

### Lo studio
Lo studio, anch'esso a pianta rettangolare e a volumetria compatta, si articola su di un unico livello e è qualificato all'interno dal fluire ininterrotto degli ambienti. Il fronte a valle è caratterizzato da una cortina in cemento faccia vista dalla quale emergono i plastici riquadri della panca basamentale, della porta, delle finestre e dei gocciolatoi e i tagli delle aperture e delle feritoie rettangolari, secondo una grammatica di derivazione neoplastica che Savioli aveva già avuto modo di sperimentare nelle case Bayon e Taddei e nel complesso di via Piagentina. Elemento dominante del nuovo intervento, anch'esso come la casa con la medesima inquadratura sulla Certosa, è l'uso incondizionato del cemento: se in facciata questo si combina alla pietra dei percorsi e al rosso e nero degli infissi metallici, all'interno si unisce alle lastre di pietra del Cardoso e al grigio dei mobili-parete per dare vita a un ambiente di grande raffinatezza ed abitabilità.
Particolarmente riuscito il soffitto in cemento, segnato dai serrati ricorsi delle casseforme, e la soluzione dei due pilastri la cui testa col solaio è caratterizzata da una cerniera metallica tinteggiata in rosso. Il grande vano dello studio è organizzato longitudinalmente, grazie a dislivelli, su due diverse quote e è scandito ritmicamente dall presenza dei pilastri e del blocco dei servizi, reso come uno stereometrica cortina di cemento.
Nel giugno del 2008 lo studio è stato donato dalla vedova dell'Architetto Savioli, Flora Wiechmann, alla Regione Toscana.

## Fortuna critica
L'edificio suscitò un'immediata attenzione da parte della critica, sia per quanto concerne il nucleo dell'abitazione, frutto dell'esperienza del Movimento Moderno, che quello dello studio, più vicino alle sperimentazioni brutaliste degli anni Sessanta. Secondo Argan (1966) quest'opera segna un momento importante nella storia di Savioli: il ritorno a uno studio analitico dello spazio, della struttura, della materia; è l'inizio di un cammino indipendente dopo le ricerche a livello teorico per città ideali; qui gli spazi della casa studio fluiscono uno nell'altro e non sono separati se non da alcuni arredi fissi in legno, concezione che Savioli svilupperà nelle opere successive fino a rifiutare completamente il mobile, per risolvere direttamente nella forma dello spazio interno le funzioni dell'arredo. La Vinca Masini (1995) evidenzia invece l'autonomia linguistica dei due nuclei: nel nuovo edificio Savioli propone una sintesi delle ricerche già sperimentate in quegli anni; gli elementi di base sono gli stessi ma arricchiti dal loro diverso assemblaggio, quasi a voler testimoniare che le forme non esistono ma esiste solo il modo di bloccarle insieme per creare una loro struttura vitale.